# XiVO
XiVO je softwarová PBX ústředna s pokročilým uživatelským rozhraním. Je dostupná jako svobodný software pod licencí GNU General Public License verze 3. Zajímavé vlastnosti jsou otevřenost a jednoduchá správa uživatelů a koncových terminálů. XiVO využívá PBX Asterisk a linuxovou distribuci Debian GNU/Linux.